# جتا وی‌اس۵
جتا وی‌اس۵یک کراس‌اوور کامپکت است که به‌طور مشترک توسط گروه فاو و گروه فولکس‌واگن برای برند انحصاری چینی خود، جتا، توسعه یافته و توسط فاو-فولکس‌واگن، سرمایه‌گذاری مشترک بین دو شرکت از سال ۲۰۱۹ تولید می‌شود.

## بررسی
جتا وی‌اس۵ در نمایشگاه خودرو شانگهای، همزمان با رونمایی از برند جتا، برندی متمرکز بر جوانان برای چین، با نام سدان محبوب فولکس‌واگن در چین، فولکس‌واگن جتا رونمایی شد. این خودرو در نمایشگاه خودروی چنگدو ۲۰۱۹ به عنوان اولین خودرو از دو اس‌یووی برند جتا به بازار عرضه شد. وی‌اس۵ پلتفرم و پنل‌های بدنه مشابهی با سیات آتکا، فولکس‌واگن تائوس و اشکودا کاروک دارد.

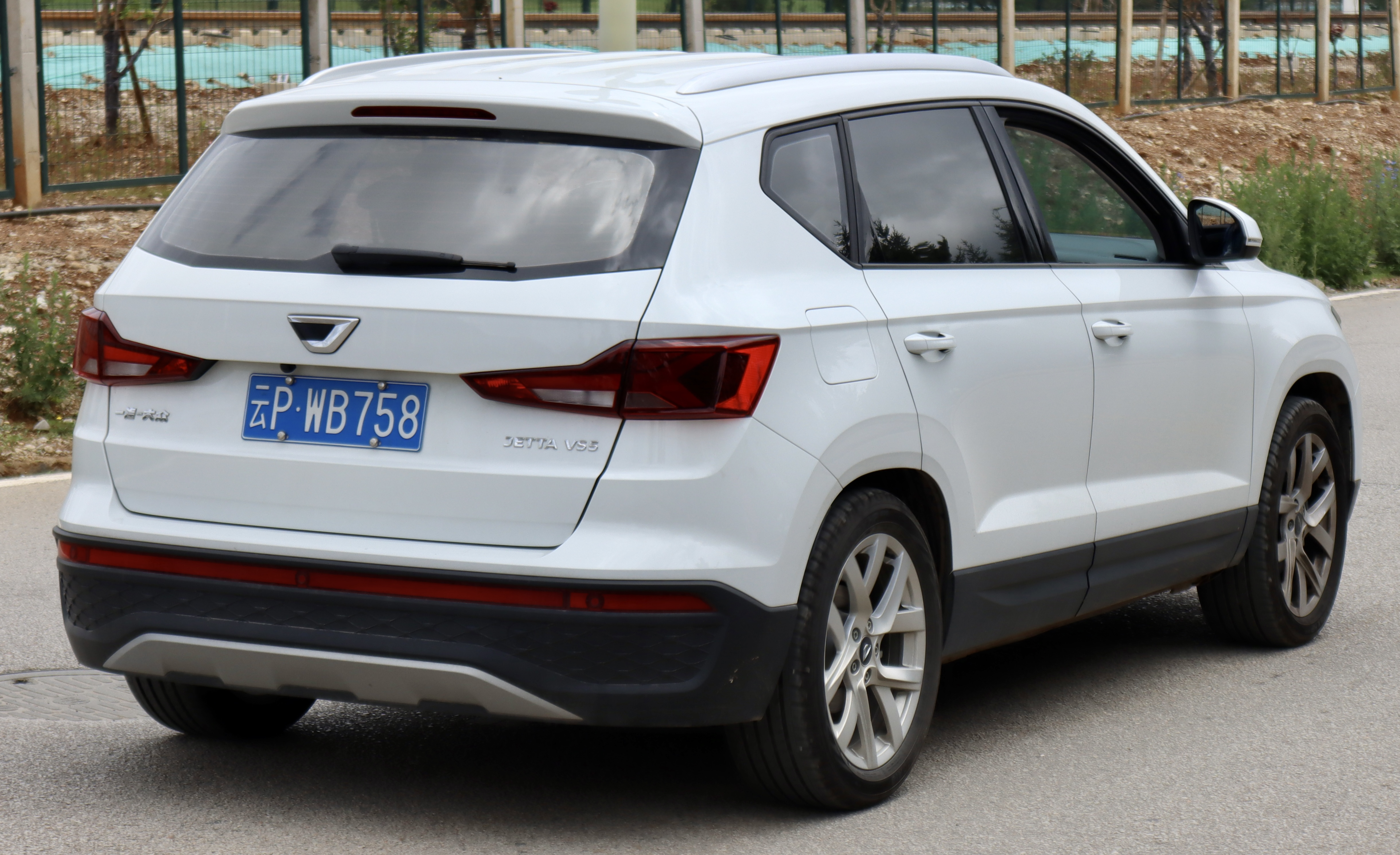
نمای عقب

در ابتدا، جتا وی‌اس۵ منحصر به بازار چین بود و هیچ برنامه‌ای برای فروش آن در جای دیگری وجود نداشت. اما چندی بعد به روسیه و ایران صادر شد. این خودرو از موتور EA211 استفاده می‌کند؛ یک موتور توربوشارژر ۱٫۴ لیتری چهار سیلندر خطی با قدرت ۱۴۸ اسب بخار و گشتاور ۲۵۰ نیوتن متر.

## آمار فروش
| سال  | چین    |
| ---- | ------ |
| ۲۰۱۹ | ۳۶۷۰۵  |
| ۲۰۲۰ | ۸۱٬۰۷۷ |
| ۲۰۲۱ | ۸۲۸۰۹  |